# Губенко Олена Леонтіївна
Олена Леонтіївна Губенко (нар. 1924, село Артемівка, тепер село Високе Кегичівського району Харківської області — ?) — українська радянська діячка, бригадир радгоспу імені Чапаєва Кегичівського району Харківської області, новатор сільськогосподарського виробництва. Депутат Верховної Ради УРСР 3-го скликання.

## Біографія
Народилася у селянській родині. До 1940 року навчалася у семирічній школі.
Трудову діяльність розпочала у 1943 році в радгоспі імені Чапаєва Ленінського цукрового комбінату Кегичівського району Харківської області. Працювала робітницею, ланковою радгоспу.
У 1947 році виростила урожай цукрових буряків по 400 центнерів з гектара на площі 50 гектарів. У 1947 році вступила до комсомолу.
З 1950 року працювала помічником бригадира рільничої бригади, бригадиром тваринницької бригади, завідувачем тваринницької ферми радгоспу імені Чапаєва Кегичівського району Харківської області.

## Нагороди
- орден Леніна (1948)
- медалі